# Wellington Alves da Silva
Wellington Alves da Silva (ur. 6 stycznia 1993 w Rio de Janeiro) – brazylijski piłkarz występujący na pozycji napastnika w brazylijskim klubie Fluminense FC. W trakcie swojej kariery grał także w takich zespołach jak Arsenal, Levante UD, CD Alcoyano, SD Ponferradina, Real Murcia, UD Almería oraz Bolton Wanderers. Ma za sobą występy w reprezentacji Brazylii do lat 17, wraz z którą w 2009 roku wystąpił na młodzieżowych Mistrzostwach Świata. Posiada także obywatelstwo hiszpańskie.

## Statystyki kariery
(aktualne na dzień 19 lipca 2016)
| Klub                    | Sezon              | Liga               | Liga  | Liga   | Puchar kraju | Puchar kraju | Puchar ligi | Puchar ligi | Puchar kontynentu | Puchar kontynentu | Inne  | Inne   | Suma  | Suma   |
| Klub                    | Sezon              | Liga               | Mecze | Bramki | Mecze        | Bramki       | Mecze       | Bramki      | Mecze             | Bramki            | Mecze | Bramki | Mecze | Bramki |
| ----------------------- | ------------------ | ------------------ | ----- | ------ | ------------ | ------------ | ----------- | ----------- | ----------------- | ----------------- | ----- | ------ | ----- | ------ |
| Fluminense FC           | 2010               | Série A            | 2     | 0      | 6            | 0            | –           | –           | –                 | –                 | 9     | 1      | 17    | 1      |
| Arsenal                 | 2010/11            | Premier League     | 0     | 0      | 0            | 0            | 0           | 0           | 0                 | 0                 | –     | –      | 0     | 0      |
| Levante UD (wyp.)       | 2010/11            | Primera División   | 2     | 0      | 0            | 0            | –           | –           | –                 | –                 | –     | –      | 2     | 0      |
| CD Alcoyano (wyp.)      | 2011/12            | Segunda División   | 16    | 3      | 0            | 0            | –           | –           | –                 | –                 | –     | –      | 16    | 3      |
| SD Ponferradina (wyp.)  | 2012/13            | Segunda División   | 20    | 3      | 3            | 1            | –           | –           | –                 | –                 | –     | –      | 23    | 4      |
| Real Murcia (wyp.)      | 2013/14            | Segunda División   | 38    | 3      | 1            | 0            | –           | –           | –                 | –                 | –     | –      | 39    | 3      |
| UD Almería (wyp.)       | 2014/15            | Primera División   | 31    | 0      | 4            | 0            | –           | –           | –                 | –                 | –     | –      | 35    | 0      |
| Bolton Wanderers (wyp.) | 2015/16            | Championship       | 22    | 2      | 3            | 0            | 0           | 0           | –                 | –                 | –     | –      | 25    | 2      |
| Fluminense FC           | 2016               | Série A            | 0     | 0      | 0            | 0            | –           | –           | –                 | –                 | 0     | 0      | 0     | 0      |
| Ogólnie w karierze      | Ogólnie w karierze | Ogólnie w karierze | 131   | 11     | 17           | 1            | 0           | 0           | 0                 | 0                 | 9     | 1      | 157   | 13     |